# Гаджиев, Ризван Сапигуллаевич
Ризва́н Сапигулла́евич Гаджи́ев (род. 6 января 1987, Махачкала, Дагестан, Россия) — белорусский борец вольного стиля, двукратный бронзовый призёр чемпионатов мира (2007, 2009) и серебряный призёр чемпионата Европы (2008). Заслуженный мастер спорта Республики Беларусь (2011). По национальности — даргинец